# Antonino Votto
Antonino Votto (Piacenza 30 oktober 1896 – Milaan 9 september 1985) was een Italiaanse dirigent en pianist.
Hij begon zijn loopbaan als virtuoos pianist alvorens zich, aan het einde van de jaren twintig, te vestigen als een van de meest prestigieuze orkestdirigenten van de twintigste eeuw.
Als rechterhand van de grote Arturo Toscanini kwam hij reeds in 1923 het Teatro alla Scala te Milaan binnen; daarvandaan heeft hij de grootste orkesten gedirigeerd, van het Teatro Colón in Buenos Aires tot het Teatro Massimo in Palermo, van Tokio tot Londen, van Berlijn tot Amsterdam.
Hij behoorde tot de lievelingsdirigenten van de grote zangers in de internationale operawereld, van Maria Callas tot Renata Tebaldi. Als zodanig oogstte Antonino Votto, samen met Victor de Sabata, Tullio Serafin en enkele anderen de nalatenschap van de grote Arturo Toscanini nadat deze, in de eerste helft van de jaren dertig, Italië had verlaten om te emigreren naar de Verenigde Staten. Votto schreef tot aan het einde van de jaren zestig belangrijke bladzijden in het gouden tijdperk van de opera.
In 1941 verkreeg hij de leerstoel orkestdirectie aan het Conservatorio Giuseppe Verdi in Milaan, waar hij, in een tijdsbestek van dertig jaar, de leermeester was van grote hedendaagse musici zoals Riccardo Muti, Claudio Abbado, Alberto Zedda en Maurizio Pollini.